# Alara Reborn
Alara Reborn - dodatek do kolekcjonerskiej gry karcianej - Magic the Gathering. Premiera miała miejsce 30 kwietnia 2009, pokazy przedpremierowe miały miejsce 24 kwietnia 2009. Jest to trzeci dodatek z bloku Shards of Alara. Na turniejach przedpremierowych kartą promocyjną była Dragon Broodmother, na turniejach premierowych  Knight of New Alara.

## Fabuła dodatku
Rozbity Świat Alary znów jest całością, a wydarzenia zapoczątkowane w Shards of Alara zbliżają się do finału. Nicol Bolas, legendarny smok-planeswalker doprowadzając do połączenia wszystkich pięciu odłamów Alary wprowadził chaos i zniszczenie jakich nie widziano tam od czasów rozłamu.
Na drodze do zwycięstwa staje mu jednak pochodzący z Alary planeswalker Ajani.

## Tematyka
Jest to jedyny dodatek w historii Magic the Gathering, który w całości składa się z wielokolorowych (ang. multicolor) kart.

## Talie Wprowadzające
- Unnatural Schemes (Niebiesko/Czarna)
- Legion Aloft (Biało/Niebieska)
- Rumbler (Czerwono/Zielona)
- Eternal Siege (Biało/Zielona)
- Dead Ahead (Czarno/Czerwona)

## Mechaniki
W Alara Reborn wykorzystane zostały następujące, wprowadzone wcześniej zdolności:
- Cycling,
- Exalted,
- Unearth,
- Devour

Nowe zdolności:
- Cascade
- Landcycling

## Ciekawostki
Pokazy przedpremierowe tego dodatku zostały przesunięte o jeden dzień z okazji europejskich obchodów Święta Pracy.